# Tons of Sobs
Tons of Sobs ist das Debütalbum der britischen Bluesrockgruppe Free. Es erschien 1968 bei Island Records.

## Hintergrund
Paul Kossoff lernte den Schlagzeuger Simon Kirke in der Band Black Cat Bones kennen, die mit Champion Jack Dupree das  Lied When You Feel the Feeling aufnahm. Nachdem die beiden die Gruppe verließen, formierten sie mit Paul Rodgers, den Kossoff in London mit Brown Sugar spielen gesehen hatte und Andy Fraser, der bereits bei John Mayall & the Bluesbreakers aktiv war, im Frühjahr 1968 eine neue Band, deren Name Free von Alexis Korner vorgeschlagen wurde. Im Herbst des Jahres begannen auf Korners Empfehlung hin die Tonaufzeichnungen für das Debütalbum bei Island Records in den Morgan Studios in London. Die Musiker waren zu diesem Zeitpunkt erst zwischen 16 und 19 Jahre alt.

## Titelliste
Originalalbum von 1968
Seite 1
1. Over the Green Hills (Part 1) (Paul Rodgers) – 0:49
2. Worry (Rodgers) – 3:26
3. Walk in my Shadow (Rodgers) – 3:29
4. Wild Indian Woman (Rodgers, Andy Fraser) – 3:39
5. Goin’ Down Slow (James Burke Oden) – 8:20

Seite 2
1. I’m a Mover (Rodgers, Fraser) – 2:56
2. The Hunter (Booker T. Jones, Carl Wells, Donald Dunn, Al Jackson, Jr., Steve Cropper) – 4:13
3. Moonshine (Rodgers, Paul Kossoff) – 5:04
4. Sweet Tooth (Rodgers) – 4:54
5. Over the Green Hills (Part 2) (Rodgers) – 1:58

Bonus Tracks der remasterten CD-Wiederveröffentlichung von 2001
1. I’m a Mover (BBC Session) – 3:04
2. Waitin’ On You (BBC Session) (B. B. King, Ferdinand Washington) – 2:15
3. Guy Stevens Blues (Blues Jam) (Rodgers, Fraser, Simon Kirke, Kossoff) – 4:39
4. Moonshine (Alternate Vocal) – 5:09
5. Sweet Tooth (Early Take & Alternative Lyrics) – 4:53
6. Visions of Hell (Unreleased Master Mix) (Fraser, Rodgers) – 3:46
7. Woman by the Sea (Alternative Version) (Fraser, Rodgers) – 3:30
8. Over the Green Hills (BBC Session) – 3:51[5]

## Besetzung
Band
- Andy Fraser – Bass
- Simon Kirke – Schlagzeug
- Paul Kossoff – Gitarre
- Paul Rodgers – Gesang

Zusätzliche Beiträge
- Guy Stevens – Produzent
- Steve Miller – Klavier, in den ursprünglichen Credits als Piano thumping bezeichnet
- Mike Sida – Frontcoverfoto
- Richard Bennett Zeff – Innencoverfoto
- Andrew Johns – Toningenieur

## Charterfolge
Das Album erreichte lediglich Platz 197 der amerikanischen Billboard 200 und verfehlte eine Chartplatzierung in den britischen Hitlisten.

## Rezeption
- Bei Allmusic verglich Dave Thompson Tons of Sobs mit dem ein Jahr später erschienenen  Debütalbum von Led Zeppelin, jedoch hätte Frees Arbeit eine Dichte, die alle Zeitgenossen im Vergleich wie Fliegengewichte wirken lassen würde. Auch wenn Free nie den Erfolg von Led Zeppelin erreichen konnte, würde deutlich, wie beide Gruppen aus demselben Holz geschnitzt seien. Außerdem hob er hervor, dass die überarbeitete Version von 2001 den Sound geradewegs zurück zu den Master Tapes bringen würde. In der Bewertung bekam das Album viereinhalb von fünf Sternen.[8]
- Auf Rezensator.de wurde Tons of Sobs als eines der bemerkenswertesten Bluesrockalben der späten 60er Jahre bezeichnet. Erstaunlich wäre die musikalische Leistung der Band besonders angesichts des sehr jungen Alters der Musiker. Das Album wurde als ein Muss für alle Freunde des britischen Bluesrock empfohlen. In der Bewertung bekam es acht von zehn Sternen.[9]
- Auf sputnikmusic nannte Robert Davis Frees Debütalbum einen Meilenstein für Blues und Hard Rock. Wenige andere Bands hätten es zu der Zeit verstanden Blues und Rock miteinander zu verschmelzen. Außerdem hob er Kossoffs Gitarrenspiel als hervorragend und erstklassig hervor. Das Album sei eine Inspiration für Black Sabbath und Led Zeppelin gewesen. In der Bewertung bekam Tons of Sobs viereinhalb von fünf Punkten.[10]